# Xosablatta reducta
Xosablatta reducta är en kackerlacksart som beskrevs av Karlis Princis 1963. Xosablatta reducta ingår i släktet Xosablatta och familjen småkackerlackor. Inga underarter finns listade i Catalogue of Life.